# 낯선 곳에서 하룻밤
낯선 곳에서 하룻밤은 1980년 공개된 대한민국의 영화이다.

## 배역
- 유지인
- 신성일
- 김자옥
- 이재진
- 최병철
- 박원숙
- 주선태
- 김기종
- 최성관
- 문미봉
- 김신명
- 박예숙